# Coccocarpiaceae
Coccocarpiaceae är en familj av lavar. Coccocarpiaceae ingår i ordningen Peltigerales, klassen Lecanoromycetes, divisionen sporsäcksvampar och riket svampar.
|                 | Vahliellaceae                                             |
|                 |                                                           |
|                 | Placynthiaceae                                            |
|                 |                                                           |
|                 | Peltigeraceae                                             |
|                 |                                                           |
|                 | Pannariaceae                                              |
|                 |                                                           |
|                 | Nephromataceae                                            |
|                 |                                                           |
|                 | Lobariaceae                                               |
|                 |                                                           |
|                 | Collemataceae                                             |
|                 |                                                           |
| Coccocarpiaceae | \| \| Coccocarpia \| \| \| \| \| \| Spilonema \| \| \| \| |
|                 | \| \| Coccocarpia \| \| \| \| \| \| Spilonema \| \| \| \| |
|                 | Massalongiaceae                                           |
|                 |                                                           |
|                 | Coccocarpia                                               |
|                 |                                                           |
|                 | Spilonema                                                 |
|                 |                                                           |

|  | Coccocarpia |
|  |             |
|  | Spilonema   |
|  |             |

## Källor

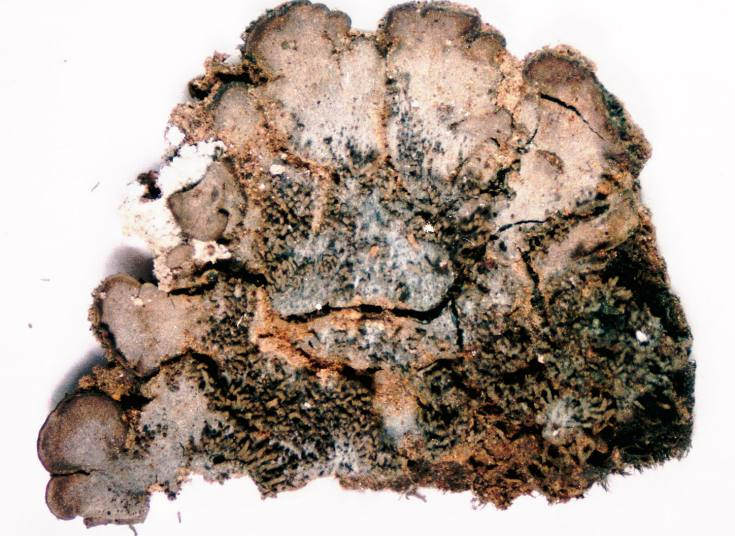
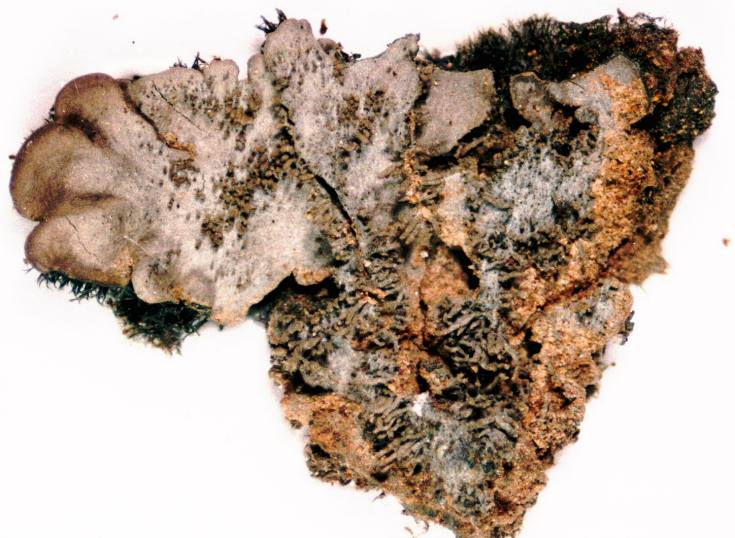
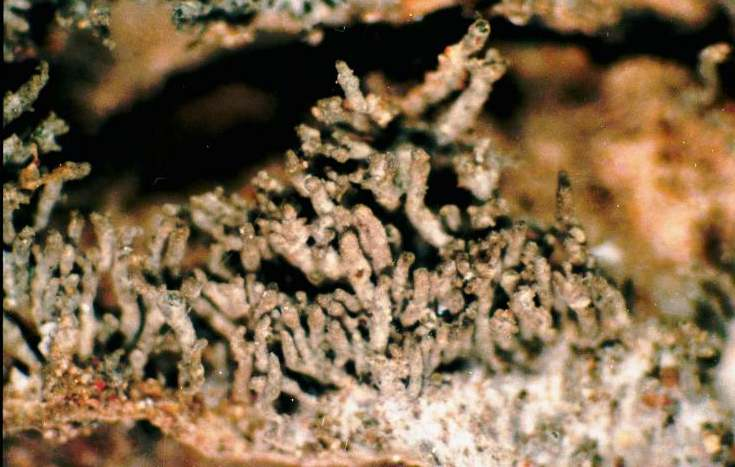
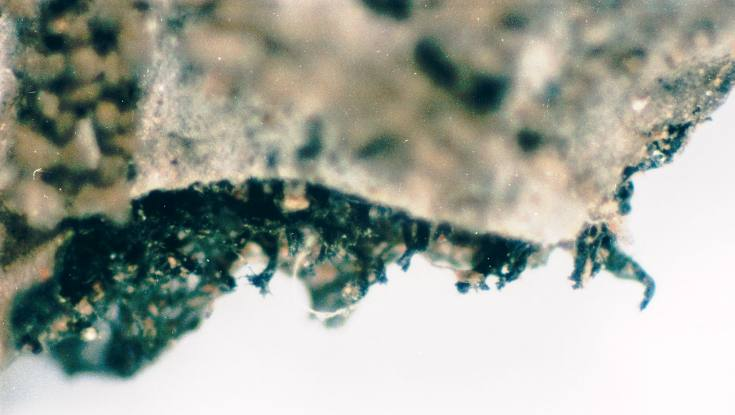
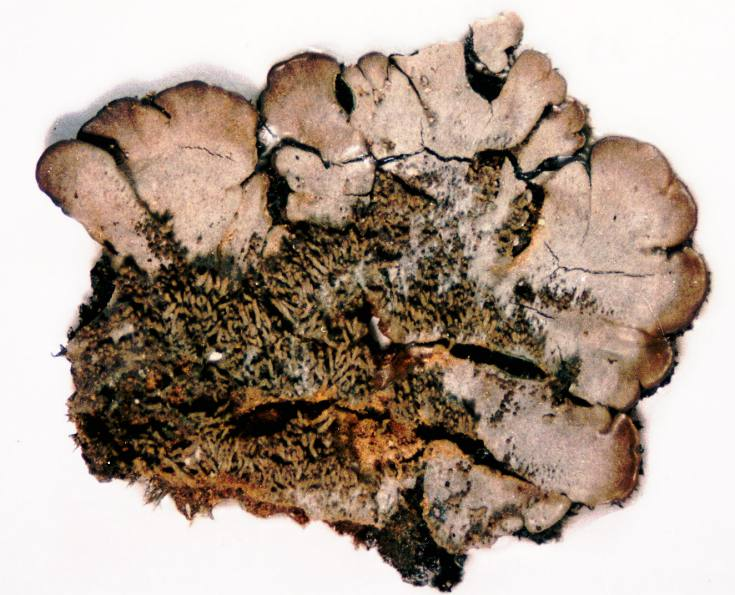